# 美国银行广场 (坦帕)
美国银行广场（英語：Bank of America Plaza）原名巴内特广场（英語：Barnett Square），位于美国佛罗里达州坦帕市区肯尼迪大道东101号，于1986年建成，高度175.87（577.0英尺）。其建成后，超越了坦帕市中心一号大楼成为坦帕最高建筑，之后被1992年建成的坦帕大街北100号大楼超过。这座大楼每层有约20,000平方英尺（1,900平方）的可租用面积，总计可租用面积783,930平方英尺（72,829平方）。

## 撞机事件
2002年1月5日，即九一一袭击事件发生四个月后，15岁的学生查尔斯·毕肖普驾驶偷来的塞斯纳172型飞机撞击美国银行广场，并当场毙命。由于当日是星期六，所以事件没有造成大楼内人员伤亡。警方在毕肖普的遗书中发现其支持发动九一一事件的主谋本·拉登的证据。据调查，毕肖普事发前曾服用治疗痤疮的处方药异维A酸，该药物有导致重度抑郁症和精神错乱的副作用。毕肖普的家人起诉了制造此药物的公司，并要求其赔偿7000万美元，但尸检在毕肖普体内并未发现异维A酸的痕迹。